# Resultats per estat membre de les eleccions al Parlament Europeu de 2019

Logotip del Parlament Europeu.

Les eleccions al Parlament Europeu de 2019 van tenir lloc a la Unió Europea entre el 23 i el 26 de maig de 2019, amb una participació del 50,67% sobre un cens proper als 400 milions d'electors, superant en 8 punts la de les eleccions de 2014, va donar lloc a la IX legislatura europea. En elles es van triar per sufragi universal, directe, lliure i secret els eurodiputats que integraran l'Eurocambra i que representaran a la ciutadania europea en el període comprès des de 2019 a 2024.
El nombre de diputats previstos per a la IX legislatura del Parlament Europeu era de 705 escons, repartint-se els 73 escons del Regne Unit, després de la seva sortida de la Unió Europea, entre diversos països com Espanya, França, Itàlia i Països Baixos i reservant-se 46 escons per a futures ampliacions de la unió. Cada estat membre de la Unió Europea té la seva pròpia normativa electoral, i els seus partits polítics solen organitzar-se a través de partits polítics europeus.

## Resultats al conjunt de la Unió Europea
Els resultats per partit polític europeu al conjunt de la Unió Europea, van ser els següents:
| Partit europeu | Partit europeu | Grup europeu          | Sufragis              | Sufragis      | Escons  | Escons    |
| Partit europeu | Partit europeu | Grup europeu          | Vots                  | %             | Dip.    | Dif.      |
| --- | --- | --------------------- | --------------------- | ------------- | ------- | --------- |
| | Partit Popular Europeu (PPE)                                                                                             | PPE                   | 38.364.040            | 19,45%        | 172 +5  | ▼ 36 ▼ 31 |
| | Partit dels Socialistes Europeus (PSE)                                                                                   | S&D                   | 34.953.957            | 17,72%        | 147 -6  | ▼ 33 ▼ 19 |
| | Partit Verd Europeu (PVE)                                                                                                | Verds/ALE             | 16.954.326            | 8,59%         | 55 -3   | ▲ 20 ▲ 20 |
| | Moviment Europa de les Nacions i de les Llibertats (MENL)                                                                | ENL                   | 16.750.849            | 8,49%         | 60 +3   |           |
| | Partit de l'Aliança dels Liberals i Demòcrates per Europa (ALDE)                                                         | ALDE                  | 16.316.949            | 8,27%         | 76 -13  | ▲ 30 ▲ 19 |
| | Aliança dels Conservadors i Reformistes Europeus (ACRE)                                                                  | CRE                   | 9.707.851             | 4,92%         | 45 -2   | ▲ 3 ▲ 18  |
| | Partit de l'Esquerra Europea (PEE)                                                                                       | EUE/EVN               | 6.028.326             | 3,06%         | 19      | ▼ 8       |
| | Partit Demòcrata Europeu (PDE)                                                                                           | ALDE                  | 3.369.352             | 1,71%         | 11      | ▲ 3       |
| | Aliança Lliure Europea (ALE)                                                                                             | Verds-ALE             | 3.203.643             | 1,62%         | 11 -4   | ▼ 4       |
| | Ara la Gent (ALG) (Participen també BE, Ø, VF i V, però sumen en altres partits on estaven presents des de fa més temps) | EUE/EVN               | 2.557.977 (3.443.336) | 1,30% (1,75%) | 9 (15)  |           |
| | Animal Politics EU (APEU)                                                                                                | Verds-ALE             | 1.912.137             | 0,97%         | 3       | ▲ 2       |
| | Moviment Democràcia a Europa 2025 (DiEM25)                                                                               |                       | 1.067.164             | 0,54%         |         |           |
| | Partit Pirata Europeu (Pirates)                                                                                          | Verds-ALE             | 780.031               | 0,40%         | 4       | ▲ 3       |
| | Aliança de l'Esquerra Verda Nòrdica (AEVN)                                                                               | EUE/EVN               | 773.258               | 0,39%         | 4       | ▲ 1       |
| | Moviment Polític Cristià Europeu (MPCE)                                                                                  | PPE \| CRE            | 582.369               | 0,30%         | 3       | Es manté  |
| | Volt Europa |                       | 416.015               | 0,21%         | 1       |           |
| | Aliança per la Pau i la Llibertat (APL)                                                                                  | NI                    | 312.870               | 0,16%         | 2       |           |
| | Independents i altres partits sense partit europeu                                                                       |                       | 43.232.774            | 21,91%        | 129 -26 |           |
| Vots a candidatures | Vots a candidatures | Vots a candidatures   | 197.283.888           | 97,61%        | 751 -46 | ▼ 46      |
| Vots en blanc | Vots en blanc | Vots en blanc         | 1.686.873             | 0,83%         |         |           |
| Vots nuls o no vàlids | Vots nuls o no vàlids | Vots nuls o no vàlids | 3.154.434             | 1,56%         |         |           |
| Vots emesos | Vots emesos | Vots emesos           | 202.125.198           | 50,67%        |         |           |
| Cens total | Cens total | Cens total            | 398.875.548           |               |         |           |
| Nota: - El repartiment dels vots en les coalicions de partits estatals amb diferent partit europeu, ha sigut de la següent manera: - En cas de treure representació, s'han repartit els vots depenent els eurodiputats aconseguits per a cada formació europea de la coalició. - En cas de no obtenir representació, s'ha dividit a parts iguals entre els partits europeus representats a la coalició. - A Luxemburg s'assignen els vots segons el percentatge del total de vots assolits per cada candidatura. | |                       |                       |               |         |           |

## Resultats per estat membre de la Unió Europea
Els resultats per estat membre de la Unió Europea van ser els següents:

### Alemanya
| Candidatura                                                     | Partit europeu        | Grup europeu          | Sufragis   | Sufragis | Escons                    | Escons                    |
| Candidatura                                                     | Partit europeu        | Grup europeu          | Vots       | %        | Dip.                      | Dif.                      |
| --------------------------------------------------------------- | --------------------- | --------------------- | ---------- | -------- | ------------------------- | ------------------------- |
| Unió Demòcrata Cristiana d'Alemanya (CDU)                       | PPE                   | PPE                   | 8.438.975  | 22,57%   | 23                        | ▼ 6                       |
| Aliança 90/Els Verds (GRÜNE)                                    | PVE                   | Verds-ALE             | 7.677.071  | 20,53%   | 21                        | ▲ 10                      |
| Partit Socialdemòcrata d'Alemanya (SPD)                         | PSE                   | S&D                   | 5.916.882  | 15,82%   | 16                        | ▼ 11                      |
| Alternativa per Alemanya (AfD)                                  |                       | ELDD                  | 4.104.453  | 10,98%   | 11                        | ▲ 4                       |
| Unió Social Cristiana de Baviera (CSU)                          | PPE                   | PPE                   | 2.355.067  | 6,30%    | 6                         | ▲ 1                       |
| L'Esquerra (Die Linke)                                          | PEE                   | EUE/EVN               | 2.056.049  | 5,50%    | 5                         | ▼ 2                       |
| Partit Democràtic Lliure (FDP)                                  | ALDE                  | ALDE                  | 2.028.594  | 5,42%    | 5                         | ▲ 2                       |
| El Partit (Die PARTEI)                                          |                       | NI                    | 899.079    | 2,40%    | 2                         | ▲ 1                       |
| Electors Lliures (FW)                                           | PDE                   | ALDE                  | 806.703    | 2,16%    | 2                         | ▲ 1                       |
| Partit de la Protecció Animal (Tierschutzpartei)                | APEU                  | EUE/EVN               | 542.226    | 1,45%    | 1                         | Es manté                  |
| Partit Ecològic Democràtic (ÖDP)                                |                       | Verds-ALE             | 369.869    | 0,99%    | 1                         | Es manté                  |
| Partit de les Famílies                                          |                       | CRE                   | 273.828    | 0,73%    | 1                         | Es manté                  |
| Volt Alemanya                                                   | Volt                  |                       | 249.098    | 0,67%    | 1                         |                           |
| Partit Pirata d'Alemanya (Piraten)                              | Pirates               | Verds-ALE             | 243.302    | 0,65%    | 1                         | Es manté                  |
| Moviment Democràcia a Europa 2025 (DiEM25)                      | DiEM25                |                       | 130.229    | 0,35%    |                           |                           |
| La Pàtria (Heimat!)                                             | APL                   | NI                    | 101.011    | 0,27%    |                           | ▼ 1                       |
| Partit Acció per a la Protecció dels Animals (TIERSCHUTZ hier!) |                       |                       | 99.780     | 0,27%    |                           |                           |
| Partit pels Animals (Tierschutzallianz)                         |                       |                       | 85.809     | 0,23%    |                           |                           |
| Partit de Baviera (BP)                                          | ALE                   |                       | 81.880     | 0,22%    |                           |                           |
| Panteres Grises                                                 |                       |                       | 76.255     | 0,20%    |                           |                           |
| Aliança C - Cristians per a Alemanya (Bündnis C)                | MPCE                  |                       | 66.327     | 0,18%    |                           |                           |
| Reformadors Liberal-Conservadors (LKR)                          | ACRE                  |                       | 43.961     | 0,12%    |                           |                           |
| Resta de partits                                                |                       |                       | 750.441    | 2,00%    |                           |                           |
| Vots a candidatures                                             | Vots a candidatures   | Vots a candidatures   | 37.396.889 | 98,91%   | 96                        | Es manté                  |
| Vots nuls o no vàlids                                           | Vots nuls o no vàlids | Vots nuls o no vàlids | 410.857    | 1,09%    | Oficina de retorn federal | Oficina de retorn federal |
| Vots emesos                                                     | Vots emesos           | Vots emesos           | 37.807.746 | 61,38%   | Oficina de retorn federal | Oficina de retorn federal |
| Cens total                                                      | Cens total            | Cens total            | 61.600.263 |          | Oficina de retorn federal | Oficina de retorn federal |

### Àustria
| Candidatura                                                             | Partit europeu        | Grup europeu          | Sufragis  | Sufragis | Escons                           | Escons                           |
| Candidatura                                                             | Partit europeu        | Grup europeu          | Vots      | %        | Dip.                             | Dif.                             |
| ----------------------------------------------------------------------- | --------------------- | --------------------- | --------- | -------- | -------------------------------- | -------------------------------- |
| Partit Popular d'Àustria (ÖVP)                                          | PPE                   | PPE                   | 1.305.956 | 34,55%   | 7                                | ▲ 2                              |
| Partit Socialdemòcrata d'Àustria (SPÖ)                                  | PSE                   | S&D                   | 903.151   | 23,89%   | 5                                | Es manté                         |
| Partit de la Llibertat d'Àustria (FPÖ)                                  | MENL                  | ENL                   | 650.114   | 17,20%   | 3                                | ▼ 1                              |
| Els Verds - L'Alternativa Verda                                         | PVE                   | Verds-ALE             | 532.193   | 14,08%   | 2 +1                             | ▼ 1                              |
| NEOS - La Nova Austria i Fòrum Liberal                                  | ALDE                  | ALDE                  | 319.024   | 8,44%    | 1                                | Es manté                         |
| Ara - Llista Pilz (JETZT)                                               |                       |                       | 39.239    | 1,04%    |                                  |                                  |
| Partit Comunista d'Àustria Plus - Esquerra Europea Llista Oberta (KPÖ+) | PEE                   |                       | 30.087    | 0,80%    |                                  |                                  |
| Vots a candidatures                                                     | Vots a candidatures   | Vots a candidatures   | 3.779.764 | 98,57%   | 18 +1                            | ▲ 1                              |
| Vots nuls o no vàlids                                                   | Vots nuls o no vàlids | Vots nuls o no vàlids | 54.898    | 1,43%    | Ministeri de l'Interior austriac | Ministeri de l'Interior austriac |
| Vots emesos                                                             | Vots emesos           | Vots emesos           | 3.834.662 | 59,77%   | Ministeri de l'Interior austriac | Ministeri de l'Interior austriac |
| Cens total                                                              | Cens total            | Cens total            | 6.416.177 |          | Ministeri de l'Interior austriac | Ministeri de l'Interior austriac |

### Bèlgica
| Candidatura                                    | Partit europeu        | Grup europeu          | Sufragis  | Sufragis | Escons  | Escons   |
| Candidatura                                    | Partit europeu        | Grup europeu          | Vots      | %        | Dip.    | Dif.     |
| ---------------------------------------------- | --------------------- | --------------------- | --------- | -------- | ------- | -------- |
| Nova Aliança Flamenca (N-VA)                   | ALE                   | CRE                   | 954.048   | 14,17%   | 3       | ▼ 1      |
| Interès Flamenc (VB)                           | MENL                  | ENL                   | 811.169   | 12,05%   | 3       | ▲ 2      |
| Liberals i Demòcrates Flamencs (Open VLD)      | ALDE                  | ALDE                  | 678.051   | 10,07%   | 2       | ▼ 1      |
| Partit Socialista (PS)                         | PES                   | S&D                   | 655.812   | 9,74%    | 2       | ▼ 1      |
| Cristià Democràtic i Flamenc (CD&V)            | PPE                   | PPE                   | 617.651   | 9,17%    | 2       | Es manté |
| Partit dels Treballadors de Bèlgica (PVDA-PTB) |                       | EUE/EVN               | 566.274   | 8,42%    | 1       | ▲ 1      |
| Verd (Groen)                                   | PVE                   | Verds-ALE             | 525.908   | 7,81%    | 1       | Es manté |
| Ecolo                                          | PVE                   | Verds-ALE             | 492.330   | 7,31%    | 2       | ▲ 1      |
| Moviment Reformador (MR)                       | ALDE                  | ALDE                  | 475.338   | 7,06%    | 2       | ▼ 1      |
| Centre Demòcrata Humanista (cdH-CSP)           | PPE                   | PPE                   | 232.325   | 3,45%    | 2       | Es manté |
| Partit Socialista Diferent (sp.a)              | PES                   | S&D                   | 434.002   | 6,45%    | 1       | Es manté |
| Demòcrates Federalistes Independents (déFI)    |                       |                       | 144.555   | 2,15%    |         |          |
| Partit Popular                                 |                       |                       | 113.793   | 1,69%    |         |          |
| Volt Europa                                    | Volt                  |                       | 20.385    | 0,30%    |         |          |
| Pro comunitat alemany parlant (ProDG)          |                       |                       | 5.360     | 0,08%    |         |          |
| Vivant                                         |                       |                       | 4.550     | 0,07%    |         |          |
| DierAnimal                                     | APEU                  |                       | 606       | 0,01%    |         |          |
| Vots a candidatures                            | Vots a candidatures   | Vots a candidatures   | 6.732.157 | 93,68%   | 21      | Es manté |
| Vots nuls o no vàlids                          | Vots nuls o no vàlids | Vots nuls o no vàlids | 454.520   | 6,32%    | IBZ-SPF | IBZ-SPF  |
| Vots emesos                                    | Vots emesos           | Vots emesos           | 7.186.677 | 88,47%   | IBZ-SPF | IBZ-SPF  |
| Cens total                                     | Cens total            | Cens total            | 8.122.985 |          | IBZ-SPF | IBZ-SPF  |

### Bulgària
| Candidatura                                                                                             | Partit europeu           | Grup europeu          | Sufragis  | Sufragis | Escons                     | Escons                     |
| Candidatura                                                                                             | Partit europeu           | Grup europeu          | Vots      | %        | Dip.                       | Dif.                       |
| --- | ------------------------ | --------------------- | --------- | -------- | -------------------------- | -------------------------- |
| Ciutadans pel Desenvolupament Europeu de Bulgària - Unió de Forces Democràtiques (GERB-SDS)             | EPP                      | EPP                   | 607.194   | 30,13%   | 6                          | Es manté                   |
| Partit Socialista Búlgar                                                                                | PSE                      | S&D                   | 474.160   | 23,53%   | 5                          | ▲ 1                        |
| Moviment pels Drets i les Llibertats                                                                    | ALDE                     | ALDE                  | 323.510   | 16,05%   | 3                          | ▼ 1                        |
| Organització Revolucionària Interior Macedònia – Moviment Nacional Búlgar (BMPO)                        | ACRE                     | CRE                   | 143.830   | 7,14%    | 2                          | ▲ 1                        |
| Bulgària Democràtica (Sí, Bulgària, Demòcrates per una Bulgària Forta i Moviment Verd)                  | PPE \| PVE (DS \| Verds) |                       | 118.484   | 5,88%    | 1                          | ▲ 1                        |
| Moviment Volya                                                                                          |                          |                       | 70.830    | 3,51%    |                            |                            |
| Patriotes per a Valeri Simeonov (Front Nacional per a la Salvació de Bulgària i Classe Mitjana Europea) |                          |                       | 22.421    | 1,11%    |                            |                            |
| Moviment Nacional per l'Estabilitat i el Progrès - Nou Temps                                            | ALDE (NDSV)              |                       | 21.315    | 1,06%    |                            |                            |
| Atac |                          |                       | 20.906    | 1,04%    |                            |                            |
| Renaixement                                                                                             |                          |                       | 20.319    | 1,01%    |                            |                            |
| Coalició per Bulgària                                                                                   |                          |                       | 16.759    | 0,83%    |                            |                            |
| Demòcrates per la Responsabilitat, la Solidaritat i la Tolerància                                       |                          |                       | 7.130     | 0,35%    |                            |                            |
| Veu de la Gent                                                                                          |                          |                       | 6.136     | 0,30%    |                            |                            |
| Partit dels Verds                                                                                       |                          |                       | 6.051     | 0,30%    |                            |                            |
| Moviment 21                                                                                             |                          |                       | 4.141     | 0,21%    |                            |                            |
| Reinicia Bulgària                                                                                       | ACRE                     |                       | 3.907     | 0,19%    |                            |                            |
| Moviment Junts                                                                                          |                          |                       | 3.731     | 0,19%    |                            |                            |
| Volt | Volt                     |                       | 3.500     | 0,12%    |                            |                            |
| Democràcia Directa                                                                                      |                          |                       | 2.425     | 0,12%    |                            |                            |
| Unificació Nacional Búlgara                                                                             |                          |                       | 2.370     | 0,12%    |                            |                            |
| Ascens                                                                                                  |                          |                       | 1.855     | 0,09%    |                            |                            |
| Independents                                                                                            |                          |                       | 73.317    | 3,03%    |                            |                            |
| Vots a candidatures                                                                                     | Vots a candidatures      | Vots a candidatures   | 1.954.291 | 93,25%   | 17                         | Es manté                   |
| Vots en blanc                                                                                           | Vots en blanc            | Vots en blanc         | 61.029    | 2,91%    | Comissió Electoral Central | Comissió Electoral Central |
| Vots nuls o no vàlids                                                                                   | Vots nuls o no vàlids    | Vots nuls o no vàlids | 80.238    | 3,83%    | Comissió Electoral Central | Comissió Electoral Central |
| Vots emesos                                                                                             | Vots emesos              | Vots emesos           | 2.095.561 | 32,85%   | Comissió Electoral Central | Comissió Electoral Central |
| Cens total                                                                                              | Cens total               | Cens total            | 6.378.694 |          | Comissió Electoral Central | Comissió Electoral Central |

### Croàcia
| Candidatura                                                       | Partit europeu               | Grup europeu          | Sufragis  | Sufragis | Escons | Escons   |
| Candidatura                                                       | Partit europeu               | Grup europeu          | Vots      | %        | Dip.   | Dif.     |
| ----------------------------------------------------------------- | ---------------------------- | --------------------- | --------- | -------- | ------ | -------- |
| Unió Democràtica Croata (HDZ)                                     | PPE                          | PPE                   | 244.076   | 22,73%   | 4      | Es manté |
| Partit Socialdemòcrata de Croàcia (SDP)                           | PSE                          | PSE                   | 200.976   | 18,71%   | 3 +1   | ▲ 1 ▲ 2  |
| Sobiranistes Croats: HRAST-HKS-HSP AS-UHD                         | MPCE \| ECR (HRAST \| Resta) |                       | 91.546    | 8,52%    | 1      |          |
| Independent: Mislav Kolakušić                                     |                              |                       | 84.765    | 7,89%    | 1      |          |
| Escut Humà (ŽZ)                                                   |                              |                       | 60.847    | 5,67%    | 1      |          |
| Coalició Amsterdam: HSS-GLAS-IDS-HSU-PGS-DEMOKRATI-LABURISTI      | ALDE (GLAS-IDS)              | ALDE                  | 55.829    | 5,20%    | 1      | Es manté |
| Llista del Pont dels Independents                                 |                              |                       | 50.257    | 4,68%    |        |          |
| Independent: Marijana Petir                                       |                              |                       | 47.358    | 4,41%    |        |          |
| Independents per Croàcia - Partit Croat dels Drets                |                              |                       | 46.970    | 4,37%    |        |          |
| Partit Democràtic Independent Serbi                               |                              |                       | 28.597    | 2,66%    |        |          |
| Partit Popular Croat – Demòcrates Liberals                        | ALDE                         |                       | 27.958    | 2,60%    |        |          |
| Partit amb Nom i Cognom                                           |                              |                       | 21.744    | 2,02%    |        |          |
| Bandić Milan 365 - Partit del Treball i la Solidaritat            |                              |                       | 21.175    | 1,97%    |        |          |
| Podem! - Nova Esquerra - Alternativa Verda (We can!-NL-ORaH)      | PVE (ORaH)                   |                       | 19.313    | 1,80%    |        |          |
| Centre-OK                                                         | ALDE                         |                       | 15.074    | 1,40%    |        |          |
| Partit Popular - Reformistes                                      |                              |                       | 9.971     | 0,93%    |        |          |
| Llista Verda                                                      |                              |                       | 5.972     | 0,56%    |        |          |
| Partit Social Liberal Croat                                       | ALDE                         |                       | 5.876     | 0,55%    |        |          |
| Partit Demòcrata Croat                                            |                              |                       | 5.610     | 0,52%    |        |          |
| Autèntic Partit Croat dels Drets                                  |                              |                       | 4.391     | 0,41%    |        |          |
| Desbloquegem Croàcia                                              |                              |                       | 3.981     | 0,37%    |        |          |
| Partit d'Acció Popular i Cívica                                   |                              |                       | 3.683     | 0,34%    |        |          |
| Partit Democristià Croat                                          |                              |                       | 3.651     | 0,34%    |        |          |
| Front de Treballadors-Partit Socialista Obrer de Croàcia (RF-SRP) | PEE (RF)                     |                       | 2.622     | 0,24%    |        |          |
| Moviment per una Croàcia Moderna                                  |                              |                       | 2.581     | 0,24%    |        |          |
| Resta de partits                                                  |                              |                       | 9.131     | 0,85%    |        |          |
| Vots a candidatures                                               | Vots a candidatures          | Vots a candidatures   | 1.073.954 | 97,32%   | 11 +1  | ▲ 1      |
| Vots nuls o no vàlids                                             | Vots nuls o no vàlids        | Vots nuls o no vàlids | 29.597    | 2,68%    | Izbori | Izbori   |
| Vots emesos                                                       | Vots emesos                  | Vots emesos           | 1.103.551 | 29,85%   | Izbori | Izbori   |
| Cens total                                                        | Cens total                   | Cens total            | 3.696.907 |          | Izbori | Izbori   |

### Dinamarca
| Candidatura                               | Partit europeu        | Grup europeu          | Sufragis  | Sufragis | Escons             | Escons             |
| Candidatura                               | Partit europeu        | Grup europeu          | Vots      | %        | Dip.               | Dif.               |
| ----------------------------------------- | --------------------- | --------------------- | --------- | -------- | ------------------ | ------------------ |
| Esquerra, Partit Liberal de Dinamarca (V) | ALDE                  | ALDE                  | 648.203   | 23,50%   | 3 +1               | ▲ 1 ▲ 2            |
| Socialdemòcrates (A)                      | PSE                   | S&D                   | 592.645   | 21,48%   | 3                  | Es manté           |
| Esquerra Verda (F.SF)                     | AEVN                  | Verds/ALE             | 364.895   | 13,23%   | 2                  | ▲ 1                |
| Partit Popular Danès (O)                  | MENL                  | ENL                   | 296.978   | 10,76%   | 1                  | ▼ 3                |
| Partit Socioliberal Danés (B)             | ALDE                  | ALDE                  | 277.929   | 10,07%   | 2                  | ▲ 1                |
| Partit Popular Conservador (C)            | PPE                   | PPE                   | 170.544   | 6,18%    | 1                  | Es manté           |
| Aliança Roja-Verda (Ø)                    | PEE                   |                       | 151.903   | 5,51%    | 1                  |                    |
| Moviment Popular contra la UE (N)         |                       | GUE-NGL               | 102.101   | 3,70%    |                    | ▼ 1                |
| L'Alternativa (Å)                         |                       |                       | 92.964    | 3,37%    |                    |                    |
| Aliança Liberal (I)                       |                       |                       | 60.693    | 2,20%    |                    |                    |
| Vots a candidatures                       | Vots a candidatures   | Vots a candidatures   | 2.758.855 | 98,53%   | 13 +1              | ▲ 1                |
| Vots en blanc                             | Vots en blanc         | Vots en blanc         | 32.516    | 1,16%    | Danmarks Statistik | Danmarks Statistik |
| Vots nuls o no vàlids                     | Vots nuls o no vàlids | Vots nuls o no vàlids | 8.658     | 0,31%    | Danmarks Statistik | Danmarks Statistik |
| Vots emesos                               | Vots emesos           | Vots emesos           | 2.800.029 | 66,08%   | Danmarks Statistik | Danmarks Statistik |
| Cens total                                | Cens total            | Cens total            | 4.237.550 |          | Danmarks Statistik | Danmarks Statistik |

### Eslovàquia
| Candidatura                                                              | Partit europeu        | Grup europeu          | Sufragis  | Sufragis | Escons                             | Escons                             |
| Candidatura                                                              | Partit europeu        | Grup europeu          | Vots      | %        | Dip.                               | Dif.                               |
| ------------------------------------------------------------------------ | --------------------- | --------------------- | --------- | -------- | ---------------------------------- | ---------------------------------- |
| Eslovàquia Progressista - Junts-Democràcia Cívica (PS-SPOLU)             | ALDE (PS)             | ALDE                  | 198.255   | 20,11%   | 4                                  |                                    |
| Direcció - Socialdemocràcia (SMER)                                       | PSE                   | PSE                   | 154.996   | 15,72%   | 3                                  | ▼ 1                                |
| Kotleba - Partit Popular Nostra Eslovàquia (L'SNS)                       | APL                   | NI                    | 118.995   | 12,07%   | 2                                  |                                    |
| Moviment Democràtic Cristià (KDH)                                        | PPE                   | PPE                   | 95.588    | 9,70%    | 1 +1                               | ▼ 1                                |
| Llibertat i Solidaritat (SaS)                                            | ACRE                  | CRE                   | 94.839    | 9,62%    | 2                                  | ▲ 1                                |
| Gent Comú (OL'aNO)                                                       | MPCE                  | PPE                   | 51.834    | 5,26%    | 1                                  | Es manté                           |
| Aliança - Partit de la Comunitat Hongaresa (SMK/MKP)                     | PPE                   | PPE                   | 48.929    | 4,96%    |                                    | ▼ 1                                |
| Partit Nacional Eslovac                                                  |                       |                       | 40.330    | 4,09%    |                                    |                                    |
| Unió Cristiana                                                           | MPCE                  |                       | 37.974    | 3,85%    |                                    |                                    |
| Som Família                                                              | MENL                  |                       | 31.840    | 3,23%    |                                    |                                    |
| Most-Híd                                                                 | PPE                   | PPE                   | 25.562    | 2,59%    |                                    | ▼ 1                                |
| Democràcia Cristiana - Vida i Prosperitat                                |                       |                       | 20.374    | 2,07%    |                                    |                                    |
| CORREGIR - Andrej Hryc                                                   |                       |                       | 8.460     | 0,86%    |                                    |                                    |
| Partit Verd Eslovac                                                      |                       |                       | 7.845     | 0,80%    |                                    |                                    |
| Coalició Nacional                                                        |                       |                       | 7.145     | 0,72%    |                                    |                                    |
| Partit Comunista d'Eslovàquia - Resistència-Partit Laborista (KSS-VZDOR) | PEE (KSS)             |                       | 6.199     | 0,63%    |                                    |                                    |
| Bona Casa                                                                |                       |                       | 6.124     | 0,62%    |                                    |                                    |
| Partit Democràtic                                                        |                       |                       | 5.092     | 0,52%    |                                    |                                    |
| Transport                                                                |                       |                       | 3.998     | 0,41%    |                                    |                                    |
| Alcaldes i Candidats Independents                                        |                       |                       | 2.976     | 0,30%    |                                    |                                    |
| Partit Popular Eslovac Andrej Hlinka                                     |                       |                       | 2.953     | 0,30%    |                                    |                                    |
| Partit Laborista                                                         |                       |                       | 2.657     | 0,27%    |                                    |                                    |
| Partit Demòcrata Europeu                                                 | PDE                   |                       | 1.452     | 0,15%    |                                    |                                    |
| Altres partits                                                           |                       |                       | 11.263    | 1,15%    |                                    |                                    |
| Vots a candidatures                                                      | Vots a candidatures   | Vots a candidatures   | 985.680   | 97,85%   | 13 +1                              | ▲ 1                                |
| Vots en blanc                                                            | Vots en blanc         | Vots en blanc         | 1.047     | 0,10%    | Oficina d'Estadística d'Eslovàquia | Oficina d'Estadística d'Eslovàquia |
| Vots nuls o no vàlids                                                    | Vots nuls o no vàlids | Vots nuls o no vàlids | 20.671    | 2,05%    | Oficina d'Estadística d'Eslovàquia | Oficina d'Estadística d'Eslovàquia |
| Vots emesos                                                              | Vots emesos           | Vots emesos           | 1.007.398 | 22,74%   | Oficina d'Estadística d'Eslovàquia | Oficina d'Estadística d'Eslovàquia |
| Cens total                                                               | Cens total            | Cens total            | 4.429.801 |          | Oficina d'Estadística d'Eslovàquia | Oficina d'Estadística d'Eslovàquia |

### Eslovènia
| Candidatura                                                | Partit europeu        | Grup europeu          | Sufragis  | Sufragis | Escons                     | Escons                     |
| Candidatura                                                | Partit europeu        | Grup europeu          | Vots      | %        | Dip.                       | Dif.                       |
| ---------------------------------------------------------- | --------------------- | --------------------- | --------- | -------- | -------------------------- | -------------------------- |
| Partit Democràtic Eslovè - Partit Popular Eslovè (SDS-SLS) | PPE                   | PPE                   | 126.534   | 26,25%   | 3                          | ▼ 1                        |
| Socialdemòcrates (SD)                                      | PSE                   | S&D                   | 89.936    | 18,66%   | 2                          | ▲ 1                        |
| Llista de Marjan Šarec (LMŠ)                               | ALDE                  | ALDE                  | 74.431    | 15,44%   | 2                          |                            |
| Nova Eslovènia (NSi)                                       | PPE                   | PPE                   | 53.621    | 11,12%   | 1                          | Es manté                   |
| L'Esquerra                                                 | PEE                   |                       | 30.983    | 6,43%    |                            |                            |
| Partit Democràtic dels Pensionistes d'Eslovènia            | PDE                   | ALDE                  | 27.329    | 5,67%    |                            | ▼ 1                        |
| Partit d'Alenka Bratušek (SAB)                             | ALDE                  |                       | 19.369    | 4,02%    |                            |                            |
| Partit Nacional Eslovè (SNS)                               | AMNE                  |                       | 19.347    | 4,01%    |                            |                            |
| Andrej Čuš i els Verds d'Eslovènia                         |                       |                       | 10.706    | 2,22%    |                            |                            |
| Lliga Patriòtica                                           |                       |                       | 8.184     | 1,70%    |                            |                            |
| Connectem-nos                                              |                       |                       | 7.980     | 1,66%    |                            |                            |
| Partit Modern de Centre                                    | ALDE                  |                       | 7.823     | 1,62%    |                            |                            |
| Moviment Eslovènia Unida                                   |                       |                       | 3.288     | 0,68%    |                            |                            |
| Bon Estat                                                  |                       |                       | 2.544     | 0,53%    |                            |                            |
| Vots a candidatures                                        | Vots a candidatures   | Vots a candidatures   | 482.075   | 97,86%   | 8                          | Es manté                   |
| Vots en blanc                                              | Vots en blanc         | Vots en blanc         | 161       | 0,03%    | Comissió Electoral Estatal | Comissió Electoral Estatal |
| Vots nuls o no vàlids                                      | Vots nuls o no vàlids | Vots nuls o no vàlids | 10.382    | 2,11%    | Comissió Electoral Estatal | Comissió Electoral Estatal |
| Vots emesos                                                | Vots emesos           | Vots emesos           | 492.618   | 28,89%   | Comissió Electoral Estatal | Comissió Electoral Estatal |
| Cens total                                                 | Cens total            | Cens total            | 1.704.866 |          | Comissió Electoral Estatal | Comissió Electoral Estatal |

### Espanya
| Candidatura                                                          | Partit europeu        | Grup europeu          | Sufragis   | Sufragis | Escons                           | Escons                           |
| Candidatura                                                          | Partit europeu        | Grup europeu          | Vots       | %        | Dip.                             | Dif.                             |
| -------------------------------------------------------------------- | --------------------- | --------------------- | ---------- | -------- | -------------------------------- | -------------------------------- |
| Partit Socialista Obrer Espanyol (PSOE)                              | PSE                   | S&D                   | 7.369.789  | 32,86%   | 20 +1                            | ▲ 6 ▲ 7                          |
| Partit Popular (PP)                                                  | PPE                   | PPE                   | 4.519.205  | 20,15%   | 12 +1                            | ▼ 4 ▼ 3                          |
| Ciutadans - Partit de la Ciutadania (C's)                            | ALDE                  | ALDE                  | 2.731.825  | 12,18%   | 7 +1                             | ▲ 5 ▲ 6                          |
| Unides Podem Canviar Europa (Podem-EU)                               | ALG \| PEE \| PVE     | EUE/EVN \| V-ALE      | 2.258.857  | 10,07%   | 6                                | ▼ 5                              |
| Vox                                                                  |                       |                       | 1.388.681  | 6,21%    | 3 +1                             |                                  |
| Ara Repúbliques                                                      | ALE                   | Verds-ALE \| EUE/EVN  | 1.252.139  | 5,58%    | 3                                | Es manté                         |
| Lliures per Europa (Junts)                                           |                       | ALDE                  | 1.018.435  | 4,54%    | 2 +1                             |                                  |
| Coalició per una Europa Solidària (CEUS)                             | PDE                   | ALDE                  | 633.090    | 2,82%    | 1                                | ▼ 2                              |
| Compromís per Europa (CPE)                                           | ALE \| PVE            | Verds-ALE             | 296.091    | 1,32%    |                                  | ▼ 1                              |
| Partit Animalista Contra el Maltractament Animal (PACMA)             | APEU                  |                       | 295.546    | 1,32%    |                                  |                                  |
| Coalició Verda - Europa Ciutadana (CV-EC)                            |                       |                       | 65.504     | 0,29%    |                                  |                                  |
| Retallades Zero - Els Verds-Grup Verd Europeu (Recortes Cero-LV-GVE) |                       |                       | 50.002     | 0,22%    |                                  |                                  |
| Volt Europa (Volt)                                                   | Volt                  |                       | 32.432     | 0,15%    |                                  |                                  |
| Iniciativa Feminista (I.Fem)                                         |                       |                       | 29.276     | 0,13%    |                                  |                                  |
| Comunistes (PCPE-PCPC-PCPA)                                          |                       |                       | 28.508     | 0,13%    |                                  |                                  |
| Actua (PACT)                                                         | DiEM25                |                       | 25.528     | 0,11%    |                                  |                                  |
| Andalusia Per Si (AxSí)                                              | ALE                   |                       | 23.995     | 0,11%    |                                  |                                  |
| Per Un Món Més Just (PUM+J)                                          |                       |                       | 21.584     | 0,10%    |                                  |                                  |
| Partit Comunista dels Treballadors d'Espanya (PCTE)                  |                       |                       | 19.080     | 0,09%    |                                  |                                  |
| Pirates de Catalunya - European Pirates (pirates.cat/ep)             | Pirates               |                       | 16.755     | 0,08%    |                                  |                                  |
| Centristes per Europa (CxE)                                          |                       |                       | 15.615     | 0,07%    |                                  |                                  |
| Fòrum de Ciutadans (FAC)                                             |                       |                       | 14.175     | 0,06%    |                                  |                                  |
| Esquerra en Positiu                                                  |                       |                       | 12.939     | 0,06%    |                                  |                                  |
| Resta de partits                                                     |                       |                       | 90.279     | 1,35%    |                                  |                                  |
| Vots a candidatures                                                  | Vots a candidatures   | Vots a candidatures   | 22.209.330 | 98,18%   | 54 +5                            | ▲ 5                              |
| Vots en blanc                                                        | Vots en blanc         | Vots en blanc         | 216.736    | 0,96%    | Ministeri de l'Interior espanyol | Ministeri de l'Interior espanyol |
| Vots nuls o no vàlids                                                | Vots nuls o no vàlids | Vots nuls o no vàlids | 193.918    | 0,86%    | Ministeri de l'Interior espanyol | Ministeri de l'Interior espanyol |
| Vots emesos                                                          | Vots emesos           | Vots emesos           | 22.619.984 | 60,70%   | Ministeri de l'Interior espanyol | Ministeri de l'Interior espanyol |
| Cens total                                                           | Cens total            | Cens total            | 37.248.888 |          | Ministeri de l'Interior espanyol | Ministeri de l'Interior espanyol |

### Estònia
| Candidatura                                 | Partit europeu        | Grup europeu          | Sufragis | Sufragis | Escons    | Escons    |
| Candidatura                                 | Partit europeu        | Grup europeu          | Vots     | %        | Dip.      | Dif.      |
| ------------------------------------------- | --------------------- | --------------------- | -------- | -------- | --------- | --------- |
| Partit Reformista Estonià                   | ALDE                  | ALDE                  | 87.160   | 26,24%   | 2         | Es manté  |
| Partit Socialdemòcrata (SDE)                | PSE                   | S&D                   | 77.375   | 23,30%   | 2         | ▲ 1       |
| Partit del Centre Estonià (EK)              | ALDE                  | ALDE                  | 47.799   | 14,39%   | 1         | Es manté  |
| Partit Popular Conservador d'Estònia (EKRE) | MENL                  | ENL                   | 42.265   | 12,73%   | 1         | ▲ 1       |
| Isamaa                                      | PPE                   | PPE                   | 34.188   | 10,29%   | 0 +1      | ▼ 1       |
| Estònia 200                                 |                       |                       | 10.700   | 3,22%    |           |           |
| Partit Verd Estonià                         | PVE                   |                       | 5.824    | 1,75%    |           |           |
| Partit de la Biodiversitat Estoniana        |                       |                       | 2.951    | 0,89%    |           |           |
| Partit de l'Esquerra Unida d'Estònia        | PEE                   |                       | 221      | 0,07%    |           |           |
| Independents                                |                       |                       | 23.621   | 7,11%    |           | ▼ 1       |
| Vots a candidatures                         | Vots a candidatures   | Vots a candidatures   | 332.104  | 99,77%   | 6 +1      | ▲ 1       |
| Vots nuls o no vàlids                       | Vots nuls o no vàlids | Vots nuls o no vàlids | 755      | 0,23%    | Valimised | Valimised |
| Vots emesos                                 | Vots emesos           | Vots emesos           | 332.859  | 37,59%   | Valimised | Valimised |
| Cens total                                  | Cens total            | Cens total            | 885.417  |          | Valimised | Valimised |

### Finlàndia
| Candidatura                               | Partit europeu        | Grup europeu          | Sufragis  | Sufragis | Escons                      | Escons                      |
| Candidatura                               | Partit europeu        | Grup europeu          | Vots      | %        | Dip.                        | Dif.                        |
| ----------------------------------------- | --------------------- | --------------------- | --------- | -------- | --------------------------- | --------------------------- |
| Partit de la Coalició Nacional (KOK)      | PPE                   | PPE                   | 380.460   | 20,79%   | 3                           | Es manté                    |
| Lliga Verda                               | PVE                   | Verds-ALE             | 292.892   | 16,00%   | 2 +1                        | ▲ 1 ▲ 2                     |
| Partit Socialdemòcrata de Finlàndia (SDP) | PSE                   | S&D                   | 267.603   | 14,62%   | 2                           | Es manté                    |
| Partit dels Finlandesos                   |                       | CRE                   | 253.176   | 13,83%   | 2                           | Es manté                    |
| Partit del Centre (Kesk)                  | ALDE                  | ALDE                  | 247.477   | 13,52%   | 2                           | ▼ 1                         |
| Aliança d'Esquerra (VF)                   | AEVN                  | EUE-EVN               | 126.063   | 6,89%    | 1                           | Es manté                    |
| Partit Popular Suec (SFP/RKP)             | ALDE                  | ALDE                  | 115.962   | 6,34%    | 1                           | Es manté                    |
| Demòcrata-Cristians (KD)                  | PPE                   |                       | 89.204    | 4,87%    |                             |                             |
| Moviment 7 Estrelles                      |                       |                       | 16.065    | 0,88%    |                             |                             |
| Partit Pirata                             | Pirates               |                       | 12.579    | 0,69%    |                             |                             |
| Reforma Blava                             |                       |                       | 6.043     | 0,33%    |                             |                             |
| Partit Feminista                          |                       |                       | 4.442     | 0,24%    |                             |                             |
| Partit Comunista de Finlàndia             | PEE                   |                       | 3.532     | 0,19%    |                             |                             |
| Partit Liberal - Llibertat per Escollir   |                       |                       | 3.015     | 0,16%    |                             |                             |
| Partit de la Justícia Animal de Finlàndia | APEU                  |                       | 2.917     | 0,16%    |                             |                             |
| Primer el Poble Finlandès                 |                       |                       | 2.495     | 0,14%    |                             |                             |
| Partit dels Ciutadans                     |                       |                       | 2.043     | 0,11%    |                             |                             |
| Independents                              |                       |                       | 4.077     | 0,22%    |                             |                             |
| Vots a candidatures                       | Vots a candidatures   | Vots a candidatures   | 1.830.045 | 99,67%   | 13 +1                       | ▲ 1                         |
| Vots nuls o no vàlids                     | Vots nuls o no vàlids | Vots nuls o no vàlids | 6.014     | 0,33%    | Ministeri de Justícia finès | Ministeri de Justícia finès |
| Vots emesos                               | Vots emesos           | Vots emesos           | 1.836.059 | 40,76%   | Ministeri de Justícia finès | Ministeri de Justícia finès |
| Cens total                                | Cens total            | Cens total            | 4.504.480 |          | Ministeri de Justícia finès | Ministeri de Justícia finès |

### França
| Candidatura | Partit europeu             | Grup europeu          | Sufragis   | Sufragis | Escons     | Escons     |
| Candidatura | Partit europeu             | Grup europeu          | Vots       | %        | Dip.       | Dif.       |
| --- | -------------------------- | --------------------- | ---------- | -------- | ---------- | ---------- |
| Pren el poder, llista recolzada per Marine Le Pen Reagrupament Nacional. | MENL                       | ENL                   | 5.286.939  | 23,34%   | 22 +1      | ▼ 2 ▼ 2    |
| Renaixement recolzat per La République en marche, MoDem i els seus socis La República en marxa, Moviment Demòcrata, Agir, Moviment Radical, Unió dels Demòcrates i els Ecologistes i Aliança Centrista. | PDE (MoDem)                | ALDE                  | 5.079.015  | 22,42%   | 21 +2      |            |
| Europa Ecologia Europa Ecologia-Els Verds, Ecologia al centre i Regions i Pobles Solidaris. | AEVN \| ALE (EE-EV \| RPS) | Verds-ALE             | 3.055.023  | 13,48%   | 12 +1      | ▲ 6 ▲ 7    |
| Unió de la dreta i el centre Els Republicans, Els Centristes i El Moviment de la Ruralitat. | PPE (ER)                   | PPE                   | 1.920.407  | 8,48%    | 8          | ▼ 12       |
| França Insubmisa França Insubmisa, Partit d'Esquerra, Esquerra Republicana i Socialista i Moviment Republicà i Ciutadà.                                                                                 | PEE \| ALG (ERS \| FI)     | EUE/EVN               | 1.428.548  | 6,31%    | 6          |            |
| Desig d'una Europa Ecològica i Social Partit Socialista, Plaça Pública, Nou Repartiment i Partit Radical d'Esquerra.                                                                                    | PSE (PS)                   | S&D                   | 1.403.170  | 6,19%    | 5 +1       | ▼ 8 ▼ 7    |
| El coratge de defensar els francesos amb Nicolas Dupont-Aignan. França Dempeus! - CNIP França Dempeus i Centre Nacional d'Independents i Agraris.                                                       |                            |                       | 795.508    | 3,51%    |            |            |
| Llista ciutadana de la Primavera Europea amb Benoît Hamon amb el suport de Génération·s i DéME-DiEM25 Génération·s                                                                                      | DiEM25                     |                       | 741.772    | 3,27%    |            |            |
| Els Europeus Unió dels Demòcrates i Independents, Força Europea Demòcrata i L'Esquerra Moderna. | ALDE (UDI)                 |                       | 566.057    | 2,50%    |            |            |
| Per una Europa dels pobles, contra una Europa dels diners Partit Comunista Francès i República i Socialisme                                                                                             | PEE                        |                       | 564.949    | 2,49%    |            |            |
| Partit Animalista | APEU                       |                       | 490.074    | 2,16%    |            |            |
| Emergència Ecològica Ecologia Generacional, Moviment Ambiental Independent i Moviment de Progressistes.                                                                                                 |                            |                       | 412.136    | 1,82%    |            |            |
| Junts pel Frexit Unió Popular Republicana |                            |                       | 265.469    | 1,17%    |            |            |
| Lluita Obrera - Contra el gran capital, el camp obrer |                            |                       | 176.339    | 0,78%    |            |            |
| Junts Patriotes i Armilles Grogues: per França, sortim de la Unió Europea! Els Patriotes |                            |                       | 147.140    | 0,65%    |            |            |
| Aliança Groga, revolta mitjançant el vot |                            |                       | 121.209    | 0,54%    |            |            |
| Els oblidats d'Europa -artesans, comerciants, professions liberals i independents- ACPLI Coordinació nacional d'independents                                                                            |                            |                       | 51.240     | 0,23%    |            |            |
| Partit Pirata | Pirates                    |                       | 30.105     | 0,13%    |            |            |
| Unió per una Europa al servei de les persones Unió de Demòcrates Musulmans Francesos |                            |                       | 28.469     | 0,13%    |            |            |
| Resta de partits |                            |                       | 91.605     | 0,41%    |            |            |
| Vots a candidatures | Vots a candidatures        | Vots a candidatures   | 22.655.174 | 95,47%   | 74 +5      | ▲ 5        |
| Vots en blanc | Vots en blanc              | Vots en blanc         | 555.033    | 2,33%    | Legifrance | Legifrance |
| Vots nuls o no vàlids | Vots nuls o no vàlids      | Vots nuls o no vàlids | 520.533    | 2,19%    | Legifrance | Legifrance |
| Vots emesos | Vots emesos                | Vots emesos           | 23.730.740 | 50,12%   | Legifrance | Legifrance |
| Cens total | Cens total                 | Cens total            | 47.345.328 |          | Legifrance | Legifrance |

### Grècia
| Candidatura                                          | Partit europeu        | Grup europeu          | Sufragis   | Sufragis | Escons                       | Escons                       |
| Candidatura                                          | Partit europeu        | Grup europeu          | Vots       | %        | Dip.                         | Dif.                         |
| ---------------------------------------------------- | --------------------- | --------------------- | ---------- | -------- | ---------------------------- | ---------------------------- |
| Nova Democràcia (ND)                                 | PPE                   | PPE                   | 1.873.137  | 33,12%   | 8                            | ▲ 3                          |
| Coalició de l'Esquerra Radical (Syriza)              | PEE                   | EUE/EVN               | 1.343.595  | 23,75%   | 6                            | Es manté                     |
| Moviment pel Canvi                                   | PSE                   | S&D                   | 436.726    | 7,72%    | 2                            | Es manté                     |
| Partit Comunista de Grècia (KKE)                     |                       | NI                    | 302.603    | 5,35%    | 2                            | Es manté                     |
| Alba Daurada                                         |                       | NI                    | 275.734    | 4,87%    | 2                            | ▼ 1                          |
| Solució Grega                                        |                       |                       | 236.347    | 4,18%    | 1                            |                              |
| Front Europeu de la Desobediència Realista (MeRA25)  | DiEM25                |                       | 169.635    | 3,00%    |                              |                              |
| Curs de Llibertat                                    |                       |                       | 90.927     | 1,61%    |                              |                              |
| El Riu                                               |                       | S&D                   | 85.934     | 1,52%    |                              | ▼ 2                          |
| Unió de Centristes                                   | PDE                   |                       | 82.084     | 1,45%    |                              |                              |
| Grècia, l'Altra Via                                  |                       |                       | 70.347     | 1,24%    |                              |                              |
| Reagrupament Popular Ortodox - Unió Nacional Radical |                       |                       | 69.779     | 1,23%    |                              |                              |
| Ciutadans                                            |                       |                       | 51.398     | 0,91%    |                              |                              |
| Verds Ecologistes                                    | PVE                   |                       | 49.418     | 0,87%    |                              |                              |
| Grecs Independents                                   |                       |                       | 45.148     | 0,80%    |                              | ▼ 1                          |
| Pàtria Lliure                                        |                       |                       | 41.269     | 0,73%    |                              |                              |
| Partit de l'Amistat, la Igualtat i la Pau            | ALE                   |                       | 40.211     | 0,71%    |                              |                              |
| Recrear Grècia                                       |                       |                       | 39.217     | 0,69%    |                              |                              |
| Nova Dreta                                           | MENL                  |                       | 37.540     | 0,66%    |                              |                              |
| Front de l'Esquerra Anticapitalista Grega            |                       |                       | 36.361     | 0,64%    |                              |                              |
| Partit d'Animals i Agrícoles de Grècia               |                       |                       | 32.014     | 0,57%    |                              |                              |
| Unitat Popular - Partit Pirata de Grècia             | Pirates               |                       | 31.648     | 0,56%    |                              |                              |
| Assemblea dels Grecs                                 |                       |                       | 29.509     | 0,52%    |                              |                              |
| Arc de Sant Martí                                    | ALE                   |                       | 6.364      | 0,11%    |                              |                              |
| Resta de partits                                     |                       |                       | 179.174    | 3,17%    |                              |                              |
| Vots a candidatures                                  | Vots a candidatures   | Vots a candidatures   | 5.656.119  | 95,54%   | 21                           | Es manté                     |
| Vots en blanc                                        | Vots en blanc         | Vots en blanc         | 90.455     | 1,53%    | Ministeri de l'Interior grec | Ministeri de l'Interior grec |
| Vots nuls o no vàlids                                | Vots nuls o no vàlids | Vots nuls o no vàlids | 173.781    | 2,94%    | Ministeri de l'Interior grec | Ministeri de l'Interior grec |
| Vots emesos                                          | Vots emesos           | Vots emesos           | 5.920.355  | 58,69%   | Ministeri de l'Interior grec | Ministeri de l'Interior grec |
| Cens total                                           | Cens total            | Cens total            | 10.088.325 |          | Ministeri de l'Interior grec | Ministeri de l'Interior grec |

### Hongria
| Candidatura                                              | Partit europeu        | Grup europeu          | Sufragis  | Sufragis | Escons    | Escons    |
| Candidatura                                              | Partit europeu        | Grup europeu          | Vots      | %        | Dip.      | Dif.      |
| -------------------------------------------------------- | --------------------- | --------------------- | --------- | -------- | --------- | --------- |
| Fidesz-Unió Cívica Hongares - Partit Popular Democristià | PPE                   | PPE                   | 1.824.220 | 52,56%   | 13        | ▲ 1       |
| Coalició Democràtica (DK)                                |                       | S&D                   | 557.081   | 16,05%   | 4         | ▲ 2       |
| Moviment Momentum                                        | ALDE                  |                       | 344.512   | 9,93%    | 2         |           |
| Partit Socialista Hongarès + Diàleg - El Partit Verd     | PSE \| PVE            | S&D                   | 229.551   | 6,61%    | 1         | ▼ 2       |
| Jobbik - Conservadors                                    |                       | NI                    | 220.184   | 6,34%    | 1         | ▼ 2       |
| Moviment Nostra Pàtria                                   |                       |                       | 114.156   | 3,29%    |           |           |
| Partit Hongarès del Gos de Dues Cues                     |                       |                       | 90.912    | 2,61%    |           |           |
| LMP - Partit Verd d'Hongria                              | PVE                   |                       | 75.498    | 2,18%    |           | ▼ 1       |
| Partit Comunista Hongarès dels Treballadors              |                       |                       | 14.452    | 0,42%    |           |           |
| Vots a candidatures                                      | Vots a candidatures   | Vots a candidatures   | 3.470.566 | 99,49%   | 21        | Es manté  |
| Vots nuls o no vàlids                                    | Vots nuls o no vàlids | Vots nuls o no vàlids | 17.775    | 0,51%    | Valasztas | Valasztas |
| Vots emesos                                              | Vots emesos           | Vots emesos           | 3.488.341 | 43,56%   | Valasztas | Valasztas |
| Cens total                                               | Cens total            | Cens total            | 8.008.353 |          | Valasztas | Valasztas |

### Irlanda
| Candidatura                              | Partit europeu        | Grup europeu          | Sufragis  | Sufragis | Escons           | Escons           |
| Candidatura                              | Partit europeu        | Grup europeu          | Vots      | %        | Dip.             | Dif.             |
| ---------------------------------------- | --------------------- | --------------------- | --------- | -------- | ---------------- | ---------------- |
| Fine Gael (FG)                           | PPE                   | PPE                   | 496.459   | 29,6%    | 4 +1             | ▲ 1 ▲ 2          |
| Fianna Fáil (FF)                         | ALDE                  | ALDE                  | 277.705   | 16,6%    | 1 +1             | ▲ 1 ▲ 2          |
| Partit Verd (Green)                      | PVE                   | Verds-ALE             | 190.755   | 11,4%    | 2                | Es manté         |
| Independents pel Canvi                   |                       | EUE/EVN               | 124.085   | 7,4%     | 2                | Es manté         |
| Sinn Féin (SF)                           |                       | EUE/EVN               | 196.001   | 11,7%    | 1                | Es manté         |
| Partit Laborista (Lab)                   | PES                   |                       | 52.753    | 3,1%     |                  |                  |
| Solidaritat-People Before Profit (S-BPS) |                       |                       | 38.771    | 2,3%     |                  |                  |
| Socialdemòcrates (SD)                    |                       |                       | 20.331    | 1,2%     |                  |                  |
| Renua                                    |                       |                       | 6.897     | 0,4%     |                  |                  |
| Partit dels Treballadors d'Irlanda (WP)  |                       |                       | 3.701     | 0,2%     |                  |                  |
| Identitat d'Irlanda                      |                       |                       | 3.685     | 0,2%     |                  |                  |
| Democràcia Directa Irlanda               |                       |                       | 2.773     | 0,2%     |                  |                  |
| Independents                             |                       |                       | 264.087   | 15,7%    | 1                | ▼ 3              |
| Vots a candidatures                      | Vots a candidatures   | Vots a candidatures   | 1.678.003 | 95,8%    | 11 +2            | ▲ 2              |
| Vots nuls o no vàlids                    | Vots nuls o no vàlids | Vots nuls o no vàlids | 73.870    | 4,2%     | Ireland Election | Ireland Election |
| Vots emesos                              | Vots emesos           | Vots emesos           | 1.751.873 | 49,7%    | Ireland Election | Ireland Election |
| Cens total                               | Cens total            | Cens total            | 3.526.023 |          | Ireland Election | Ireland Election |

### Itàlia
| Candidatura                                         | Partit europeu           | Grup europeu          | Sufragis   | Sufragis | Escons   | Escons    |
| Candidatura                                         | Partit europeu           | Grup europeu          | Vots       | %        | Dip.     | Dif.      |
| --------------------------------------------------- | ------------------------ | --------------------- | ---------- | -------- | -------- | --------- |
| Lega Salvini Premier (LSP)                          | MENL                     | ENL                   | 9.175.208  | 34,26%   | 28 +1    | ▲ 23 ▲ 24 |
| Partit Democràtic - Som Europeus (PD-SE)            | PES                      | S&D                   | 6.089.853  | 22,74%   | 19       | ▼ 12      |
| Moviment 5 Estrelles (M5S)                          |                          | ELDD                  | 4.569.089  | 17,06%   | 14       | ▼ 3       |
| Força Itàlia (FI)                                   | PPE                      | PPE                   | 2.351.673  | 8,78%    | 6 +1     | ▼ 7 ▼ 6   |
| Germans d'Itàlia (FdI)                              | ACRE                     | CRE                   | 1.726.189  | 6,44%    | 5 +1     | ▲ 5 ▲ 6   |
| +Europa - Itàlia en Comú - PDE Itàlia (+Eu-IiC-PDE) | ALDE \| PDE (+Eu \| PDE) |                       | 833.443    | 3,11%    |          |           |
| Europa Verda (EV)                                   | PVE                      |                       | 621.492    | 2,32%    |          |           |
| L'Esquerra (LS)                                     | PEE                      | EUE/EVN               | 469.943    | 1,75%    |          | ▼ 3       |
| Partit Comunista (PC)                               |                          |                       | 235.542    | 0,88%    |          |           |
| Partit Animalista Italià (PAI)                      | APEU                     |                       | 160.270    | 0,60%    |          |           |
| Partit Popular del Tirol del Sud (SVP)              | PPE                      | PPE                   | 142.185    | 0,53%    | 1        | Es manté  |
| La Gent de Família - Alternativa Popular (PDF-AP)   | PPE (AP)                 |                       | 114.531    | 0,43%    |          |           |
| CasaPound Itàlia - Dreta Unida (CPI-DU)             | AMNE                     |                       | 89.142     | 0,33%    |          |           |
| Populars per l'Itàlia (PpI)                         | PPE                      |                       | 80.553     | 0,30%    |          |           |
| Partit Pirata (PP)                                  | Pirates                  |                       | 60.809     | 0,23%    |          |           |
| Força Nova (FN)                                     | APL                      |                       | 41.077     | 0,15%    |          |           |
| Autonomies per a Europa (ApE)                       | ALE                      |                       | 17.692     | 0,07%    |          |           |
| Partit Pensament i Acció (PPA)                      |                          |                       | 5.041      | 0,02%    |          |           |
| Vots a candidatures                                 | Vots a candidatures      | Vots a candidatures   | 26.783.732 | 96,41%   | 73 +3    | ▲ 3       |
| Vots en blanc                                       | Vots en blanc            | Vots en blanc         | 411.578    | 1,49%    | Eligendo | Eligendo  |
| Vots nuls o no vàlids                               | Vots nuls o no vàlids    | Vots nuls o no vàlids | 585.545    | 2,10%    | Eligendo | Eligendo  |
| Vots emesos                                         | Vots emesos              | Vots emesos           | 27.780.855 | 54,50%   | Eligendo | Eligendo  |
| Cens total                                          | Cens total               | Cens total            | 50.974.994 |          | Eligendo | Eligendo  |

### Letònia
| Candidatura                                                 | Partit europeu        | Grup europeu          | Sufragis  | Sufragis | Escons                                  | Escons                                  |
| Candidatura                                                 | Partit europeu        | Grup europeu          | Vots      | %        | Dip.                                    | Dif.                                    |
| ----------------------------------------------------------- | --------------------- | --------------------- | --------- | -------- | --------------------------------------- | --------------------------------------- |
| Nova Unitat (JV)                                            | PPE                   | PPE                   | 124.193   | 26,40%   | 2                                       | ▼ 2                                     |
| Partit Socialdemòcrata «Harmonia» (SDPS)                    | PSE                   | S&D                   | 82.604    | 17,56%   | 2                                       | ▲ 1                                     |
| Aliança Nacional (LNNK)                                     | ACRE                  | CRE                   | 77.591    | 16,49%   | 2                                       | ▲ 1                                     |
| Desenvolupament/Per! (AP!)                                  | ALDE                  |                       | 58.763    | 12,49%   | 1                                       |                                         |
| Unió Russa de Letònia (LKS)                                 | ALE                   | Verds-ALE             | 29.546    | 6,28%    | 1                                       | Es manté                                |
| Unió de Verds i Agricultors (ZZS)                           | PVE                   | Verds-ALE             | 25.252    | 5,37%    |                                         | ▼ 1                                     |
| Associació Letona de Regions (LRA)                          |                       |                       | 23.581    | 5,01%    |                                         |                                         |
| Els Conservadors (K)                                        |                       |                       | 20.595    | 4,38%    |                                         |                                         |
| Els Progressistes (PRO)                                     |                       |                       | 13.705    | 2,91%    |                                         |                                         |
| Qui és el Propietari de l'Estat?                            |                       |                       | 4.362     | 0,93%    |                                         |                                         |
| Nacionalistes Letons                                        |                       |                       | 3.172     | 0,67%    |                                         |                                         |
| Partit de Centre                                            |                       |                       | 2.312     | 0,49%    |                                         |                                         |
| Per Letònia des del Cor                                     |                       |                       | 2.242     | 0,48%    |                                         |                                         |
| Partit Socialdemòcrata dels Treballadors de Letònia (LSDSP) | PSE                   |                       | 922       | 0,20%    |                                         |                                         |
| Nova Harmonia                                               |                       |                       | 829       | 0,18%    |                                         |                                         |
| Partit de l'Acció (RP)                                      |                       |                       | 791       | 0,17%    |                                         |                                         |
| Vots a candidatures                                         | Vots a candidatures   | Vots a candidatures   | 470.460   | 99,17%   | 8                                       | Es manté                                |
| Vots en blanc                                               | Vots en blanc         | Vots en blanc         | 2.800     | 0,59%    | Comissió Central d'Eleccions de Letònia | Comissió Central d'Eleccions de Letònia |
| Vots nuls o no vàlids                                       | Vots nuls o no vàlids | Vots nuls o no vàlids | 1.130     | 0,24%    | Comissió Central d'Eleccions de Letònia | Comissió Central d'Eleccions de Letònia |
| Vots emesos                                                 | Vots emesos           | Vots emesos           | 474.390   | 33,53%   | Comissió Central d'Eleccions de Letònia | Comissió Central d'Eleccions de Letònia |
| Cens total                                                  | Cens total            | Cens total            | 1.414.712 |          | Comissió Central d'Eleccions de Letònia | Comissió Central d'Eleccions de Letònia |

### Lituània
| Candidatura                                       | Partit europeu        | Grup europeu          | Sufragis  | Sufragis | Escons                     | Escons                     |
| Candidatura                                       | Partit europeu        | Grup europeu          | Vots      | %        | Dip.                       | Dif.                       |
| ------------------------------------------------- | --------------------- | --------------------- | --------- | -------- | -------------------------- | -------------------------- |
| Unió Patriòtica - Democristians Lituans (TS-LKD)  | PPE                   | PPE                   | 248.736   | 19,74%   | 3                          | ▼ 1                        |
| Partit Socialdemòcrata de Lituània (LSDP)         | PSE                   | S&D                   | 200.105   | 15,88%   | 2                          | Es manté                   |
| Unió Lituana d'Agricultors i Verds (LVŽS)         |                       | Verds-ALE             | 158.190   | 12,56%   | 2                          | ▲ 1                        |
| Partit del Treball (DP)                           | ALDE                  | ALDE                  | 113.243   | 8,99%    | 1                          | Es manté                   |
| Moviment Liberal (LRLS)                           | ALDE                  | ALDE                  | 83.083    | 6,59%    | 1                          | ▼ 1                        |
| Llista d'Aušra Maldeikienė                        |                       |                       | 82.005    | 6,51%    | 1                          |                            |
| Bloc Waldemar Tomaszewski (LLRA-KŠS-LRS)          | ACRE                  | CRE                   | 69.347    | 5,50%    | 1                          |                            |
| Partit del Centre Lituà (LCP)                     |                       |                       | 64.595    | 5,13%    |                            |                            |
| Moviment President Rolandas Paksas (VKM-PRPJ)     |                       |                       | 50.410    | 4,00%    |                            |                            |
| Vytautas Radžvilas: Recuperar l'Estat! (VKM-VRSV) |                       |                       | 42.228    | 3,35%    |                            |                            |
| Ordre i Justícia (TT)                             |                       |                       | 34.442    | 2,73%    |                            |                            |
| Partit de les Regions Lituanes                    |                       |                       | 29.706    | 2,36%    |                            |                            |
| Partit Verd Lituà                                 |                       |                       | 28.562    | 2,27%    |                            |                            |
| Llibertat i Justícia                              |                       |                       | 24.143    | 1,92%    |                            |                            |
| Una Lituània Forta a l'Europa Unida               |                       |                       | 16.850    | 1,34%    |                            |                            |
| Salt Decisiu                                      |                       |                       | 14.309    | 1,14%    |                            |                            |
| Vots a candidatures                               | Vots a candidatures   | Vots a candidatures   | 1.259.954 | 94,59%   | 11                         | Es manté                   |
| Vots nuls o no vàlids                             | Vots nuls o no vàlids | Vots nuls o no vàlids | 72.066    | 5,41%    | Comissió Electoral Central | Comissió Electoral Central |
| Vots emesos                                       | Vots emesos           | Vots emesos           | 1.332.020 | 53,48%   | Comissió Electoral Central | Comissió Electoral Central |
| Cens total                                        | Cens total            | Cens total            | 2.490.542 |          | Comissió Electoral Central | Comissió Electoral Central |

### Luxemburg
| Candidatura                                       | Partit europeu        | Grup europeu          | Sufragis | Sufragis | Escons                  | Escons                  |
| Candidatura                                       | Partit europeu        | Grup europeu          | Vots     | %        | Dip.                    | Dif.                    |
| ------------------------------------------------- | --------------------- | --------------------- | -------- | -------- | ----------------------- | ----------------------- |
| Partit Democràtic (DP)                            | ALDE                  | ALDE                  | 268.910  | 21,44%   | 2                       | ▲ 1                     |
| Partit Popular Social Cristià (CSV)               | PPE                   | PPE                   | 264.665  | 21,10%   | 2                       | ▼ 1                     |
| Els Verds                                         | PVE                   | Verds-ALE             | 237.215  | 18,91%   | 1                       | Es manté                |
| Partit Socialista dels Treballadors (LSAP)        | PSE                   | S&D                   | 152.900  | 12,19%   | 1                       | Es manté                |
| Partit Reformista d'Alternativa Democràtica (ADR) | ACRE                  |                       | 125.988  | 10,04%   |                         |                         |
| Partit Pirata Luxemburg                           | Pirates               |                       | 96.579   | 7,70%    |                         |                         |
| L'Esquerra                                        | PEE                   |                       | 60.648   | 4,83%    |                         |                         |
| Volt Luxemburg                                    | Volt                  |                       | 26.483   | 2,11%    |                         |                         |
| Partit Comunista de Luxemburg                     |                       |                       | 14.323   | 1,14%    |                         |                         |
| Els Conservadors                                  |                       |                       | 6.652    | 0,53%    |                         |                         |
| Vots a candidatures                               | Vots a candidatures   | Vots a candidatures   | 217.806  | 90,44%   | 6                       | Es manté                |
| Vots en blanc                                     | Vots en blanc         | Vots en blanc         | 11.232   | 4,88%    | Élections au Luxembourg | Élections au Luxembourg |
| Vots nuls o no vàlids                             | Vots nuls o no vàlids | Vots nuls o no vàlids | 11.006   | 4,68%    | Élections au Luxembourg | Élections au Luxembourg |
| Vots emesos                                       | Vots emesos           | Vots emesos           | 240.044  | 84,10%   | Élections au Luxembourg | Élections au Luxembourg |
| Cens total                                        | Cens total            | Cens total            | 285.435  |          | Élections au Luxembourg | Élections au Luxembourg |

### Malta
| Candidatura                    | Partit europeu        | Grup europeu          | Sufragis | Sufragis | Escons                      | Escons                      |
| Candidatura                    | Partit europeu        | Grup europeu          | Vots     | %        | Dip.                        | Dif.                        |
| ------------------------------ | --------------------- | --------------------- | -------- | -------- | --------------------------- | --------------------------- |
| Partit Laborista               | PSE                   | S&D                   | 141.267  | 54,29%   | 4                           | ▲ 1                         |
| Partit Nacionalista            | PPE                   | PPE                   | 98.611   | 37,90%   | 2                           | ▼ 1                         |
| Imperium Europa                |                       |                       | 8.238    | 3,17%    |                             |                             |
| Partit Demòcrata               | ALDE                  |                       | 5.276    | 2,03%    |                             |                             |
| Alternativa Democràtica        | PVE                   |                       | 1.866    | 0,72%    |                             |                             |
| Aliança pel Canvi              | MPCE                  |                       | 1.186    | 0,46%    |                             |                             |
| Moviment de Patriotes Malteses |                       |                       | 771      | 0,30%    |                             |                             |
| Cervell, no Ego                |                       |                       | 323      | 0,12%    |                             |                             |
| Independents                   |                       |                       | 2.674    | 1,03%    |                             |                             |
| Vots a candidatures            | Vots a candidatures   | Vots a candidatures   | 260.212  | 96,37    | 6                           | Es manté                    |
| Vots nuls o no vàlids          | Vots nuls o no vàlids | Vots nuls o no vàlids | 9.810    | 3,63%    | Comissió Electoral de Malta | Comissió Electoral de Malta |
| Vots emesos                    | Vots emesos           | Vots emesos           | 270.022  | 72,66%   | Comissió Electoral de Malta | Comissió Electoral de Malta |
| Cens total                     | Cens total            | Cens total            | 371.643  |          | Comissió Electoral de Malta | Comissió Electoral de Malta |

### Països Baixos
| Candidatura                                           | Partit europeu        | Grup europeu           | Sufragis   | Sufragis | Escons   | Escons   |
| Candidatura                                           | Partit europeu        | Grup europeu           | Vots       | %        | Dip.     | Dif.     |
| ----------------------------------------------------- | --------------------- | ---------------------- | ---------- | -------- | -------- | -------- |
| Partit del Treball (P.v.d.A)                          | PSE                   | S&D                    | 1.045.274  | 19,01%   | 6        | ▲ 3      |
| Partit Popular per la Llibertat i la Democràcia (VVD) | ALDE                  | ALDE                   | 805.100    | 14,64%   | 4 +1     | ▲ 1 ▲ 2  |
| Crida Demòcrata Cristiana (CDA)                       | PPE                   | PPE                    | 669.555    | 12,18%   | 4        | ▼ 1      |
| Fòrum per a la Democràcia (FvD)                       |                       |                        | 602.507    | 10,96%   | 3 +1     |          |
| Esquerra Verda (GL)                                   | PVE                   | Verds-ALE              | 599.283    | 10,90%   | 3        | ▲ 1      |
| Demòcrates 66 (D66)                                   | ALDE                  | ALDE                   | 389.692    | 7,09%    | 2        | ▼ 2      |
| Unió Cristiana - Partit Polític Reformat (CU-SGP)     | MPCE                  | PPE \| CRE (CU \| SGP) | 375.660    | 6,83%    | 2        | Es manté |
| Partit pels Animals (PvdD)                            | APEU                  | Verds-ALE              | 220.938    | 4,02%    | 1        | Es manté |
| 50Plus (50+)                                          |                       | ALDE                   | 215.199    | 3,91%    | 1        | ▲ 1      |
| Partit per la Llibertat (PVV)                         | MENL                  | ENL                    | 194.178    | 3,53%    | 0 +1     | ▼ 4 ▼ 3  |
| Partit Socialista (SP.)                               |                       | EUE/EVN                | 185.224    | 3,37%    |          | ▼ 2      |
| Volt Països Baixos                                    | Volt                  |                        | 106.004    | 1,93%    |          |          |
| Denk                                                  |                       |                        | 60.669     | 1,10%    |          |          |
| De les Regions & Partit Pirata                        | Pirates               |                        | 10.692     | 0,19%    |          |          |
| Els Verds (DG)                                        |                       |                        | 9.546      | 0,17%    |          |          |
| Jesús Viu                                             |                       |                        | 8.292      | 0,15%    |          |          |
| Vots a candidatures                                   | Vots a candidatures   | Vots a candidatures    | 5.497.813  | 99,60    | 26 +3    | ▲ 3      |
| Vots en blanc                                         | Vots en blanc         | Vots en blanc          | 10.267     | 0,19%    | Kiesraad | Kiesraad |
| Vots nuls o no vàlids                                 | Vots nuls o no vàlids | Vots nuls o no vàlids  | 11.696     | 0,21%    | Kiesraad | Kiesraad |
| Vots emesos                                           | Vots emesos           | Vots emesos            | 5.519.776  | 41,93%   | Kiesraad | Kiesraad |
| Cens total                                            | Cens total            | Cens total             | 13.164.688 |          | Kiesraad | Kiesraad |

### Polònia
| Candidatura                               | Candidatura                               | Partit europeu        | Grup europeu          | Sufragis   | Sufragis | Escons                      | Escons                      |
| Candidatura                               | Candidatura                               | Partit europeu        | Grup europeu          | Vots       | %        | Dip.                        | Dif.                        |
| ----------------------------------------- | ----------------------------------------- | --------------------- | --------------------- | ---------- | -------- | --------------------------- | --------------------------- |
| Dreta Unida                               | Llei i Justícia (PiS)                     | ACRE                  | CRE                   | 4.775.790  | 34,99%   | 20 +1                       | ▲ 5 ▲ 6                     |
| Dreta Unida                               | Polònia Unida (SP)                        |                       |                       | 289.536    | 2,12%    | 1                           | ▲ 1                         |
| Dreta Unida                               | Acord (P)                                 |                       |                       | 287.671    | 2,11%    | 1                           | ▲ 1                         |
| Dreta Unida                               | Independents i altres                     | ACRE                  | CRE                   | 839.783    | 6,15%    | 4                           | ▲ 1                         |
| Dreta Unida                               | Total coalició                            | Total coalició        | Total coalició        | 6.192.780  | 45,38%   | 26 +1                       | ▲ 8 ▲ 9                     |
| Coalició Europea                          | Plataforma Cívica (PO)                    | PPE                   | PPE                   | 2.904.440  | 21,28%   | 12                          | ▼ 3                         |
| Coalició Europea                          | Aliança de l'Esquerra Democràtica (SLD)   | PSE                   | S&D                   | 812.584    | 5,95%    | 5                           | ▲ 1                         |
| Coalició Europea                          | Partit Popular Polonès (PSL)              | PPE                   | PPE                   | 617.772    | 4,53%    | 3                           | ▼ 1                         |
| Coalició Europea                          | Independents i altres                     |                       |                       | 915.139    | 6,71%    | 2                           | ▼ 2                         |
| Coalició Europea                          | Total coalició                            | Total coalició        | Total coalició        | 5.249.935  | 38,47%   | 22                          | ▼ 6                         |
| Primavera                                 | Primavera                                 |                       |                       | 826.975    | 6,06%    | 3                           |                             |
| Confederació de Llibertat i Independència | Confederació de Llibertat i Independència |                       |                       | 621.188    | 4,55%    |                             |                             |
| Kukiz'15                                  | Kukiz'15                                  |                       |                       | 503.564    | 3,69%    |                             |                             |
| Esquerra Unida                            | Esquerra Unida                            |                       |                       | 168.745    | 1,24%    |                             |                             |
| Joc Net Polònia                           | Joc Net Polònia                           |                       |                       | 74.013     | 0,54%    |                             |                             |
| Congrés de la Nova Dreta                  | Congrés de la Nova Dreta                  | MENL                  |                       | 7.900      | 0,06%    |                             |                             |
| Unitat de la Nació                        | Unitat de la Nació                        |                       |                       | 2.211      | 0,02%    |                             |                             |
| Vots a candidatures                       | Vots a candidatures                       | Vots a candidatures   | Vots a candidatures   | 13.647.311 | 99,17%   | 51 +1                       | ▲ 1                         |
| Vots en blanc                             | Vots en blanc                             | Vots en blanc         | Vots en blanc         | 112.390    | 0,82%    | Comissió Nacional Electoral | Comissió Nacional Electoral |
| Vots nuls o no vàlids                     | Vots nuls o no vàlids                     | Vots nuls o no vàlids | Vots nuls o no vàlids | 1.273      | 0,01%    | Comissió Nacional Electoral | Comissió Nacional Electoral |
| Vots emesos                               | Vots emesos                               | Vots emesos           | Vots emesos           | 13.760.974 | 45,69%   | Comissió Nacional Electoral | Comissió Nacional Electoral |
| Cens total                                | Cens total                                | Cens total            | Cens total            | 30.118.852 |          | Comissió Nacional Electoral | Comissió Nacional Electoral |

### Portugal
| Candidatura                                        | Partit europeu        | Grup europeu          | Sufragis   | Sufragis | Escons                             | Escons                             |
| Candidatura                                        | Partit europeu        | Grup europeu          | Vots       | %        | Dip.                               | Dif.                               |
| -------------------------------------------------- | --------------------- | --------------------- | ---------- | -------- | ---------------------------------- | ---------------------------------- |
| Partit Socialista (PS)                             | PSE                   | S&D                   | 1.104.694  | 35,88%   | 9                                  | ▲ 1                                |
| Partit Socialdemòcrata (PSD)                       | PPE                   | PPE                   | 725.399    | 23,56%   | 6                                  | Es manté                           |
| Bloc d'Esquerra (BE)                               | PEE                   | EUE/EVN               | 325.093    | 10,56%   | 2                                  | ▲ 1                                |
| Coalició Democràtica Unitària (PCP - PEV)          | PVE (PEV)             | EUE/EVN               | 228.045    | 7,41%    | 2                                  | ▼ 1                                |
| Centre Democràtic Social / Partit Popular (CDS-PP) | PPE                   | PPE                   | 204.792    | 6,65%    | 1                                  | Es manté                           |
| Persones-Animals-Natura (PAN)                      | APEU                  |                       | 168.015    | 5,46%    | 1                                  | ▲ 1                                |
| Alliança                                           |                       |                       | 61.652     | 2,00%    |                                    |                                    |
| Lliure                                             |                       |                       | 60.446     | 1,96%    |                                    |                                    |
| Prou! (Chega! - PPM - PPV/CDC)                     | MPCE (PPM)            |                       | 49.388     | 1,60%    |                                    |                                    |
| Nosaltres, Els Ciutadans!                          |                       |                       | 34.634     | 1,13%    |                                    |                                    |
| Iniciativa Liberal                                 | ALDE                  |                       | 29.114     | 0,95%    |                                    |                                    |
| Partit Comunista dels Treballadors Portuguesos     |                       |                       | 27.211     | 0,88%    |                                    |                                    |
| Partit Nacional Renovador                          | AMNE                  |                       | 16.135     | 0,52%    |                                    |                                    |
| Partit Democràtic Republicà                        |                       |                       | 15.751     | 0,51%    |                                    |                                    |
| Partit Unit dels Jubilats i Pensionistes           |                       |                       | 13.508     | 0,44%    |                                    |                                    |
| Partit Laborista Portuguès                         |                       |                       | 8.412      | 0,27%    |                                    |                                    |
| Moviment Alternativa Socialista                    |                       |                       | 6.612      | 0,22%    |                                    |                                    |
| Vots a candidatures                                | Vots a candidatures   | Vots a candidatures   | 3.078.901  | 93,09%   | 21                                 | Es manté                           |
| Vots en blanc                                      | Vots en blanc         | Vots en blanc         | 140.644    | 4,25%    | Comissió Nacional de les Eleccions | Comissió Nacional de les Eleccions |
| Vots nuls o no vàlids                              | Vots nuls o no vàlids | Vots nuls o no vàlids | 88.099     | 2,66%    | Comissió Nacional de les Eleccions | Comissió Nacional de les Eleccions |
| Vots emesos                                        | Vots emesos           | Vots emesos           | 3.307.644  | 30,75%   | Comissió Nacional de les Eleccions | Comissió Nacional de les Eleccions |
| Cens total                                         | Cens total            | Cens total            | 10.757.192 |          | Comissió Nacional de les Eleccions | Comissió Nacional de les Eleccions |

### Regne Unit
| Candidatura                               | Partit europeu        | Grup europeu          | Sufragis   | Sufragis | Escons | Escons   |
| Candidatura                               | Partit europeu        | Grup europeu          | Vots       | %        | Dip.   | Dif.     |
| ----------------------------------------- | --------------------- | --------------------- | ---------- | -------- | ------ | -------- |
| Partit del Brexit                         |                       |                       | 5.248.533  | 30,5%    | 29     |          |
| Liberal Demòcrates                        | ALDE                  | ALDE                  | 3.367.284  | 19,6%    | 16     | ▲ 15     |
| Partit Laborista                          | PSE                   | S&D                   | 2.347.255  | 13,7%    | 10     | ▼ 10     |
| Partit Verd d'Anglaterra i Gal·les        | PVE                   | Verds-ALE             | 1.881.306  | 11,8%    | 7      | ▲ 4      |
| Partit Conservador                        | ACRE                  | CRE                   | 1.512.809  | 8,8%     | 4      | ▼ 15     |
| Partit Nacional Escocès                   | ALE                   | Verds-ALE             | 594.553    | 3,5%     | 3      | ▲ 1      |
| Grup Independent per al Canvi (Change UK) |                       |                       | 571.846    | 3,3%     |        |          |
| Partit de la Independència del Regne Unit |                       | ELDD                  | 554.463    | 3,2%     |        | ▼ 24     |
| Partit Gal·lès                            | ALE                   | Verds-ALE             | 163.928    | 1,0%     | 1      | Es manté |
| Partit Verd Escocès                       | PVE                   |                       | 129.603    | 0,8%     |        |          |
| Sinn Féin                                 |                       | EUE/EVN               | 126.951    | 0,7%     | 1      | Es manté |
| Partit Unionista Democràtic               |                       | NI                    | 124.991    | 0,7%     | 1      | Es manté |
| Partit de l'Aliança d'Irlanda del Nord    | ALDE                  |                       | 105.928    | 0,6%     | 1      |          |
| Partit Socialdemòcrata i Laborista        | PSE                   |                       | 78.589     | 0,5%     |        |          |
| Veu Unionista Tradicional                 |                       |                       | 62.021     | 0,4%     |        |          |
| Partit Unionista de l'Ulster              | ACRE                  |                       | 53.052     | 0,3%     |        |          |
| Partit Yorkshire                          | ALE                   |                       | 50.842     | 0,3%     |        |          |
| Demòcrates Anglesos                       |                       |                       | 39.938     | 0,2%     |        |          |
| Partit de la Unió Europea del Regne Unit  |                       |                       | 33.576     | 0,2%     |        |          |
| Partit del Benestar Animal                | APEU                  |                       | 25.232     | 0,2%     |        |          |
| Partit de la Igualtat de Dones            |                       |                       | 23.766     | 0,1%     |        |          |
| Partit Verd d'Irlanda del Nord            | PVE                   |                       | 12.471     | 0,1%     |        |          |
| Xarxa d'Independents                      |                       |                       | 7.641      | 0,1%     |        |          |
| Partit Socialista de la Gran Bretanya     |                       |                       | 3.505      | 0,1%     |        |          |
| Independents                              |                       |                       | 80.280     | 0,5%     |        |          |
| Vots a candidatures                       | Vots a candidatures   | Vots a candidatures   | 17.199.701 | 99,92%   | 73     | Es manté |
| Vots nuls o no vàlids                     | Vots nuls o no vàlids | Vots nuls o no vàlids | 15.138     | 0,08%    | BBC    | BBC      |
| Vots emesos                               | Vots emesos           | Vots emesos           | 17.214.839 | 37,18%   | BBC    | BBC      |
| Cens total                                | Cens total            | Cens total            | 46.301.342 |          | BBC    | BBC      |

### Romania
| Candidatura                                              | Partit europeu        | Grup europeu          | Sufragis   | Sufragis | Escons | Escons   |
| Candidatura                                              | Partit europeu        | Grup europeu          | Vots       | %        | Dip.   | Dif.     |
| -------------------------------------------------------- | --------------------- | --------------------- | ---------- | -------- | ------ | -------- |
| Partit Nacional Liberal (PNL)                            | PPE                   | PPE                   | 2.449.068  | 27,00%   | 10     | ▼ 1      |
| Partit Socialdemòcrata (PSD)                             | PSE                   | S&D                   | 2.040.765  | 22,50%   | 8 +1   | ▼ 4 ▼ 3  |
| 2020 Aliança USR-PLUS                                    |                       |                       | 2.028.236  | 22,36%   | 8      |          |
| PRO Romania                                              | PDE                   | S&D                   | 583.916    | 6,44%    | 2      |          |
| Partit del Moviment Popular (PMP)                        | PPE                   | PPE                   | 522.104    | 5,76%    | 2      | Es manté |
| Unió Democràtica dels Hongaresos de Romania (RMDSZ/UDMR) | PPE                   | PPE                   | 476.777    | 5,26%    | 2      | Es manté |
| Aliança de Liberals i Demòcrates                         | ALDE                  | ALDE                  | 372.760    | 4,11%    |        | ▼ 2      |
| Unió Nacional per al Progrés de Romania                  |                       |                       | 54.942     | 0,61%    |        | ▼ 1      |
| Partit Prodemo                                           |                       |                       | 53.351     | 0,59%    |        |          |
| Partit Romania Unida                                     | APL                   |                       | 51.787     | 0,57%    |        |          |
| Partit Socialista Romanès                                | PEE                   |                       | 40.435     | 0,45%    |        |          |
| Partit Socialdemòcrata Independent                       |                       |                       | 26.439     | 0,29%    |        |          |
| Bloc d'Unitat Nacional                                   |                       |                       | 20.411     | 0,23%    |        |          |
| Independents                                             |                       |                       | 348.831    | 3,85%    |        | ▼ 1      |
| Vots a candidatures                                      | Vots a candidatures   | Vots a candidatures   | 9.069.822  | 96,98%   | 32 +1  | ▲ 1      |
| Vots en blanc                                            | Vots en blanc         | Vots en blanc         | 8.235      | 0,09%    | BEC    | BEC      |
| Vots nuls o no vàlids                                    | Vots nuls o no vàlids | Vots nuls o no vàlids | 274.415    | 2,83%    | BEC    | BEC      |
| Vots emesos                                              | Vots emesos           | Vots emesos           | 9.352.472  | 51,20%   | BEC    | BEC      |
| Cens total                                               | Cens total            | Cens total            | 18.267.256 |          | BEC    | BEC      |

### Suècia
| Candidatura                                           | Partit europeu        | Grup europeu          | Sufragis  | Sufragis | Escons | Escons   |
| Candidatura                                           | Partit europeu        | Grup europeu          | Vots      | %        | Dip.   | Dif.     |
| ----------------------------------------------------- | --------------------- | --------------------- | --------- | -------- | ------ | -------- |
| Partit Socialdemòcrata de Suècia (S)                  | PSE                   | S&D                   | 974.589   | 23,48%   | 5      | Es manté |
| Partit Moderat (M)                                    | PPE                   | PPE                   | 698.770   | 16,83%   | 4      | ▲ 1      |
| Demòcrates de Suècia (SD)                             |                       | CRE                   | 636.877   | 15,34%   | 3      | ▲ 1      |
| Partit Verd (MP)                                      | PVE                   | Verds-ALE             | 478.258   | 11,52%   | 2 +1   | ▼ 2 ▼ 1  |
| Partit de Centre (C)                                  | ALDE                  | ALDE                  | 447.641   | 10,78%   | 2      | ▲ 1      |
| Demòcrata-Cristians (KD)                              | PPE                   | PPE                   | 357.856   | 8,62%    | 2      | ▲ 1      |
| Partit de l'Esquerra (V)                              | AEVN                  | EUE/EVN               | 282.300   | 6,80%    | 1      | Es manté |
| Liberals                                              | ALDE                  | ALDE                  | 171.419   | 4,13%    | 1      | ▼ 1      |
| Iniciativa Feminista                                  |                       | S&D                   | 32.143    | 0,77%    |        | ▼ 1      |
| Partit Pirata                                         | Pirates               |                       | 26.526    | 0,64%    |        |          |
| Alternativa per Suècia                                |                       |                       | 19.178    | 0,46%    |        |          |
| Coalició de Ciutadans                                 |                       |                       | 6.363     | 0,15%    |        |          |
| Partit del Punt d'Inflexió                            |                       |                       | 5.171     | 0,12%    |        |          |
| Partit dels Animals                                   | APEU                  |                       | 4.105     | 0,10%    |        |          |
| Partit Rural Independent                              |                       |                       | 2.059     | 0,05%    |        |          |
| Partit dels Valors Cristians                          |                       |                       | 1.596     | 0,04%    |        |          |
| Demòcrates Directes                                   |                       |                       | 1.276     | 0,03%    |        |          |
| Partit Comunista de Suècia                            |                       |                       | 974       | 0,02%    |        |          |
| Nosaltres, Conservadors Socials                       |                       |                       | 715       | 0,02%    |        |          |
| Partit del Liberalisme Classic                        |                       |                       | 702       | 0,02%    |        |          |
| Partit de l'Ingrés Bàsic                              |                       |                       | 213       | 0,01%    |        |          |
| Altres partits i partits que no hi eren a la papereta |                       |                       | 2.739     | 0,06%    |        |          |
| Vots a candidatures                                   | Vots a candidatures   | Vots a candidatures   | 4.151.470 | 99,13%   | 20 +1  | ▲ 1      |
| Vots en blanc                                         | Vots en blanc         | Vots en blanc         | 30.712    | 0,73%    | Val    | Val      |
| Vots nuls o no vàlids                                 | Vots nuls o no vàlids | Vots nuls o no vàlids | 5.666     | 0,14%    | Val    | Val      |
| Vots emesos                                           | Vots emesos           | Vots emesos           | 4.187.848 |          | Val    | Val      |
| Cens total                                            | Cens total            | Cens total            | 7.576.917 |          | Val    | Val      |

### Txèquia
| Candidatura                                                    | Partit europeu        | Grup europeu          | Sufragis  | Sufragis | Escons | Escons   |
| Candidatura                                                    | Partit europeu        | Grup europeu          | Vots      | %        | Dip.   | Dif.     |
| -------------------------------------------------------------- | --------------------- | --------------------- | --------- | -------- | ------ | -------- |
| ANO 2011                                                       | ALDE                  | ALDE                  | 502.343   | 21,19%   | 6      | ▲ 2      |
| Partit Democràtic Cívic (ODS)                                  | ACRE                  | CRE                   | 344.885   | 14,55%   | 4      | ▲ 2      |
| Partit Pirata Txec                                             | Pirates               |                       | 330.844   | 13,96%   | 3      |          |
| TOP09 - Batlles i Independents (STAN)                          | PPE (T09)             | PPE                   | 276.220   | 11,65%   | 3      | ▼ 1      |
| Llibertat i Democràcia Directa (SPD)                           | MENL                  | ENL                   | 216.718   | 9,14%    | 2      |          |
| Unió Democristiana-Partit Popular Txecoslovac (KDU-ČSL)        | PPE                   | PPE                   | 171.723   | 7,24%    | 2      | ▼ 1      |
| Partit Comunista de Bohèmia i Moràvia (KSČM)                   | PEE                   | EUE/EVN               | 164.624   | 6,94%    | 1      | ▼ 2      |
| Socialdemocràcia (ČSSD)                                        | PSE                   | S&D                   | 93.664    | 3,95%    |        | ▼ 4      |
| Veu (HLAS)                                                     |                       |                       | 56.449    | 2,38%    |        |          |
| Sí, Trollejarem l'Europarlament                                |                       |                       | 37.046    | 1,56%    |        |          |
| Científics de la República Txeca                               |                       |                       | 19.492    | 0,82%    |        |          |
| Democràcia Nacional - Partit del sentit comú                   |                       |                       | 18.715    | 0,79%    |        |          |
| Partit de Ciutadans Lliures - Txèquia Feliç                    |                       |                       | 15.492    | 0,65%    |        | ▼ 1      |
| Partit Democràtic dels Verds                                   |                       |                       | 14.339    | 0,60%    |        |          |
| Europa Junts                                                   |                       |                       | 12.587    | 0,53%    |        |          |
| Units - Alternativa per als Patriotes                          |                       |                       | 11.729    | 0,49%    |        |          |
| Partit de la Independència de la República Txeca               |                       |                       | 9.676     | 0,41%    |        |          |
| Partit dels Propietaris de la República Txeca                  |                       |                       | 8.720     | 0,37%    |        |          |
| Camí de la Societat Responsable                                |                       |                       | 7.890     | 0,33%    |        |          |
| Per la Salut i l'Esport                                        |                       |                       | 7.868     | 0,33%    |        |          |
| Moravians                                                      |                       |                       | 6.599     | 0,28%    |        |          |
| Bloc de Dretes                                                 |                       |                       | 4.752     | 0,20%    |        |          |
| Partit dels Treballadors per la Justícia Social                |                       |                       | 4.363     | 0,18%    |        |          |
| Associació per la República-Partit Republicà de Txecoslovàquia |                       |                       | 4.284     | 0,18%    |        |          |
| Partit Democràtic Agrari                                       |                       |                       | 4.004     | 0,17%    |        |          |
| Moviment de la Terra de Moràvia                                | ALE                   |                       | 3.195     | 0,12%    |        |          |
| Altres partits                                                 |                       |                       | 22.544    | 0,99%    |        |          |
| Vots a candidatures                                            | Vots a candidatures   | Vots a candidatures   | 2.370.765 | 99,30%   | 21     | Es manté |
| Vots nuls o no vàlids                                          | Vots nuls o no vàlids | Vots nuls o no vàlids | 16.613    | 0,70%    | Volby  | Volby    |
| Vots emesos                                                    | Vots emesos           | Vots emesos           | 2.387.378 | 28,71%   | Volby  | Volby    |
| Cens total                                                     | Cens total            | Cens total            | 8.316.737 |          | Volby  | Volby    |

### Xipre
| Candidatura                                        | Partit europeu        | Grup europeu          | Sufragis | Sufragis | Escons                           | Escons                           |
| Candidatura                                        | Partit europeu        | Grup europeu          | Vots     | %        | Dip.                             | Dif.                             |
| -------------------------------------------------- | --------------------- | --------------------- | -------- | -------- | -------------------------------- | -------------------------------- |
| Reagrupament Democràtic                            | PPE                   | PPE                   | 81.539   | 29,02%   | 2                                | Es manté                         |
| Partit Progressista del Poble Treballador          | PEE                   | EUE/EVN               | 77.241   | 27,49%   | 2                                | Es manté                         |
| Partit Democràtic                                  |                       | S&D                   | 38.756   | 13,80%   | 1                                | Es manté                         |
| Moviment per la Socialdemocràcia                   | PSE                   | S&D                   | 29.715   | 10,58%   | 1                                | Es manté                         |
| Front Nacional Popular                             |                       |                       | 23.167   | 8,25%    |                                  |                                  |
| Front Democràtic                                   | ALDE                  |                       | 10.673   | 3,80%    |                                  |                                  |
| Aliança dels Ciutadans - Moviment dels Ecologistes | PVE (ME)              |                       | 9.232    | 3,29%    |                                  |                                  |
| Moviment Jasmine                                   |                       |                       | 4.786    | 1,70%    |                                  |                                  |
| Partit dels Animals de Xipre                       | APEU                  |                       | 2.208    | 0,79%    |                                  |                                  |
| Moviment Patriòtic                                 |                       |                       | 607      | 0,22%    |                                  |                                  |
| Moviment Nacionalista d'Alliberament               |                       |                       | 569      | 0,20%    |                                  |                                  |
| Unió de Lluitadors per la Justícia                 |                       |                       | 457      | 0,16%    |                                  |                                  |
| Partit Socialista de Xipre                         |                       |                       | 170      | 0,06%    |                                  |                                  |
| Independents                                       |                       |                       | 1.815    | 0,65%    |                                  |                                  |
| Vots a candidatures                                | Vots a candidatures   | Vots a candidatures   | 280.935  | 97,38%   | 6                                | Es manté                         |
| Vots en blanc                                      | Vots en blanc         | Vots en blanc         | 2.038    | 0,71%    | Ministeri de l'Interior xipriota | Ministeri de l'Interior xipriota |
| Vots nuls o no vàlids                              | Vots nuls o no vàlids | Vots nuls o no vàlids | 5.510    | 1,91%    | Ministeri de l'Interior xipriota | Ministeri de l'Interior xipriota |
| Vots emesos                                        | Vots emesos           | Vots emesos           | 288.483  | 44,99%   | Ministeri de l'Interior xipriota | Ministeri de l'Interior xipriota |
| Cens total                                         | Cens total            | Cens total            | 641.181  |          | Ministeri de l'Interior xipriota | Ministeri de l'Interior xipriota |